# Пам'ятки археології Первомайського району (Миколаївська область)
Пям'ятки археології Первомайського району Миколаївської області налічують 28 поселень, 5 стоянок, 1 могильник, 96 курганів і курганних груп:

## Стоянкитапоселення
| № з/п | Пам'ятка                       | Історичний період | Розташування                                                                 |
| 1.    | Поселення Болеславчик І        | черняхівська культура (III-IV століття)                                                                              | розташоване за 1 км на схід від села Болеславчик.                            |
| 2.    | Стоянка Болеславчик II         | неоліт (V-III тисячоліття до н. е.)                                                                                  | розташована за 1 км на схід від села Болеславчик.                            |
| 3.    | Поселення Болеславчик III      | черняхівська культура (III-IV ст. до н. е.)                                                                          | розташоване за 1,5 км на південний схід від села Болеславчик.                |
| 4.    | Стоянка Болеславчик IV         | неоліт (V-III тисячоліття до н. е.)                                                                                  | розташована за 2 км на північний схід від села Болеславчик.                  |
| 5.    | Поселення Грушівка І           | черняхівська культура (III-IV ст. до н. е.)                                                                          | розташоване на західній околиці села Грушівка.                               |
| 6.    | Поселення Грушівка II          | черняхівська культура                                                                                                | розташоване за 4 км на схід від села Грушівка.                               |
| 7.    | Поселення Грушівка III         | неоліт, Київська Русь (V-III тисячоліття до н. е., ІХ-ХІ століття)                                                   | розташоване на другому острові між селами Грушівка та Мигія.                 |
| 8.    | Поселення Грушівка IV          | катакомбна культура (початок II тисячоліття до н. е.)                                                                | розташоване на першому острові біля села Грушівка.                           |
| 9.    | Стоянка Єрмолаївка І           | пізній палеоліт, мезоліт (XII-VIII тисячоліття до н. е.)                                                             | розташоване за 0,5 км на схід від села Єрмолаївка.                           |
| 10.   | Поселення Єрмолаївка II        | пізня бронза (2 пол. II тисячоліття до н. е.)                                                                        | розташоване за 0,5 км на схід від села Єрмолаївка.                           |
| 11.   | Поселення Іванівка І           | доба бронзи, ранні слов'яни (II тисячоліття до н. е.; VI-VII століття)                                               | розташоване на східній околиці села Іванівка.                                |
| 12.   | Поселення Іванівка II          | черняхівська культура (III-IV століття)                                                                              | розташоване за 2 км на південь від села Іванівка.                            |
| 13.   | Могильник Кам'яна Балка        | черняхівська культура (III-IV століття)                                                                              | розташований на території села Кам'яна Балка.                                |
| 14.   | Поселення Кам'яний Міст І      | пізня бронза, черняхівська культура (2 пол. II тисячоліття до н. е.; III-IV ст. до н. е.)                            | розташоване за 1 км на південний схід від села Кам'яний Міст.                |
| 15.   | Поселення Кінецьпіль           | мезоліт, пізнє трипілля (X-VII тисячоліття до н. е.; III тисячоліття до н. е.)                                       | розташоване на острові у місці впадіння р. Кодима у р. Південний Буг.        |
| 16.   | Поселення Кумарі               | черняхівська культура (III-IV століття)                                                                              | розташоване біля села Кумарі (точних відомостей немає).                      |
| 17.   | Поселення Куріпчине І          | черняхівська культура                                                                                                | розташоване за 1,5 км на південний захід від села Куріпчине.                 |
| 18.   | Поселення Куріпчине II         | пізня бронза (2 пол. II тисячоліття до н. е.)                                                                        | розташоване на 350 м нижче поселення Куріпчине І.                            |
| 19.   | Поселення Львів І              | черняхівська культура (III-IV століття)                                                                              | розташоване на 0,3 км на південний схід від села Львів.                      |
| 20.   | Поселення Мигія І              | доба бронзи (II тисячоліття до н. е.)                                                                                | розташоване за 3,5 км на схід від села Мигія.                                |
| 21.   | Поселення Мигія II             | неоліт (V-VI тисячоліття до н. е.)                                                                                   | розташоване на Компанійському острові в районі села Мигія.                   |
| 22.   | Поселення Нова Олександрівка І | неоліт (V-VI тисячоліття до н. е.)                                                                                   | розташоване на південно-західній околиці села Нова Олександрівка.            |
| 23.   | Стоянка Новопавлівка І         | мезоліт (IX-VII тисячоліття до н. е.)                                                                                | розташована за 3 км на північ від села Новопавлівка.                         |
| 24.   | Поселення Новопавлівка II      | пізня бронза (2 пол. II тисячоліття до н. е.)                                                                        | розташоване за 4 км на північ від села Новопавлівка.                         |
| 25.   | Поселення Первомайськ І        | неоліт (V-IV тисячоліття до н. е.)                                                                                   | розташоване в Первомайську у 100 м на схід від мосту через р. Південний Буг. |
| 26.   | Поселення Первомайськ II       | мезоліт, неоліт, пізня бронза, черняхівська культура (X-VII; VI-IV; 2 пол. II тисячоліття до н. е.; III-IV століття) | розташоване в Первомайську на території міського парку біля мосту.           |
| 27.   | Поселення Петрівка І           | черняхівська культура                                                                                                | розташоване на північно-східній околиці села Катеринка.                      |
| 28.   | Поселення Романова Балка І     | черняхівська культура                                                                                                | розташоване за 1,5 км на схід від села Романова Балка.                       |
| 29.   | Поселення Синюхин Брід І       | пізня бронза, середньовіччя (можливо, козацькі старожитності); 2 пол. II тисячоліття до н. е.; XIV-XVII століття     | розташоване на південно-східній околиці села Синюхин Брід.                   |
| 30.   | Поселення Синюхин Брід II      | неоліт (V-IV тисячоліття до н. е.)                                                                                   | розташоване за 3 км на північ від села Синюхин Брід.                         |
| 31.   | Поселення Синюхин Брід III     | черняхівська культура (III-IV століття)                                                                              | розташоване в центрі села Синюхин Брід біля мосту через джерело.             |
| 32.   | Поселення Станіславчик І       | пізня бронза (2 пол. II тисячоліття до н. е.)                                                                        | розташоване біля села Станіславчик.                                          |
| 33.   | Стоянка Станіславчик II        | мезоліт (X-VII тисячоліття до н. е.)                                                                                 | розташована біля села Станіславчик.                                          |
| 34.   | Поселення Станіславчик III     | черняхівська культура (III-IV століття)                                                                              | розташоване в центрі села Станіславчик.                                      |

## Кургани(III тис. до н.е.—І тисячоліття н.е.)
| № з/п | Пам'ятка                         | Розташування                                                                                             |
| 35.   | Курганна група № 1 з 4 курганів  | розташована за 5 км на північ від села Бандурка.                                                         |
| 36.   | Курган № 1                       | розташований за 3 км на північний захід від села Бандурка.                                               |
| 37.   | Курган № 2                       | розташований за 3 км на південний захід від села Бандурка.                                               |
| 38.   | Курган № 3                       | розташований за 5 км на північний схід від села Бандурка.                                                |
| 39.   | Курган № 1                       | розташований за 3 км на захід від села Богословка.                                                       |
| 40.   | Курганна група № 1 з 7 курганів  | розташована за 3 км на північ від села Болеславчик.                                                      |
| 41.   | Курганна група № 2 з 10 курганів | розташована за 1,5 км на північний захід від села Болеславчик.                                           |
| 42.   | Курганна група № 3 з 3 курганів  | розташована за 3 км на північний схід від села Болеславчик.                                              |
| 43.   | Курган № 1                       | розташований за 3 км на південний захід від села Болеславчик.                                            |
| 44.   | Курган № 2                       | розташований за 1,5 км на північний схід від села Болеславчик.                                           |
| 45.   | Курган № 3                       | розташований за 1,5 км на захід від села Болеславчик.                                                    |
| 46.   | Курганна група з 3 курганів      | розташована за 0,5 км на північ від села Довга Пристань.                                                 |
| 47.   | Курган № 1                       | розташований за 0,5 км на схід від села Єрмолаївка.                                                      |
| 48.   | Курган № 2. розташований за 1    | розташований за 1,5 км на схід від села Єрмолаївка.                                                      |
| 49.   | Курган № 1                       | розташований за 1 км на північний схід від села Ілларіонівка.                                            |
| 50.   | Курганна група з 9 курганів      | розташована за 2,5 км на південний схід від села Кам'яна Балка.                                          |
| 51.   | Курган № 1                       | розташований за 1 км на захід від села Кам'яна Балка.                                                    |
| 52.   | Курган № 2                       | розташований на південно-західній околиці села Кам'яна Балка.                                            |
| 53.   | Курган № 3                       | розташований за 1,5 км на південь від села Кам'яна Балка.                                                |
| 54.   | Курганна група з 2 курганів      | розташована за 2,5 км на південний схід від села Кам'яний Міст.                                          |
| 55.   | Курган № 1                       | розташований за 3 км на південний захід від села Кам'яний Міст.                                          |
| 56.   | Курган № 2                       | розташований за 1 км на південний захід від села Кам'яний Міст.                                          |
| 57.   | Курган № 3                       | розташований за 1 км на північ від села Кам'яний Міст.                                                   |
| 58.   | Курган № 4                       | розташований за 1,2 км на схід від села Кам'яний Міст.                                                   |
| 59.   | Курган № 5                       | розташований в центрі села Кам'яний Міст.                                                                |
| 60.   | Курганна група з 14 курганів     | розташована на схід від села Катеринка.                                                                  |
| 61.   | Курган                           | розташований між селами Катеринка та Кам'яний Міст.                                                      |
| 62.   | Курган                           | розташований в північній частині села Коломіївка.                                                        |
| 63.   | Курган № 1                       | розташований за 0,8 км на південний захід від села Кінецьпіль.                                           |
| 64.   | Курган № 2                       | розташований за 1,5 км на північний захід від села Кінецьпіль.                                           |
| 65.   | Курган № 3                       | розташований за 2 км на північний схід від села Кінецьпіль.                                              |
| 66.   | Курганна група № 1 з 4 курганів  | розташована за 1 км на південний захід від села Кінецьпіль.                                              |
| 67.   | Курганна група № 2 з 4 курганів  | розташована за 1 км на північ від села Кінецьпіль.                                                       |
| 68.   | Курган № 1                       | розташований за 2 км на північ від села Кримка.                                                          |
| 69.   | Курган № 2                       | розташований на території птахоферми села Кримка.                                                        |
| 70.   | Курганна група № 1 з 2 курганів  | розташована на території цвинтаря села Кумарі.                                                           |
| 71.   | Курганна група № 2 з 4 курганів  | розташована за 0,4 км на північний схід від села Кумарі.                                                 |
| 72.   | Курган № 1                       | розташований за 1,5 км на північний схід від села Кумарі.                                                |
| 73.   | Курган № 2                       | розташований за 1 км на північний захід від села Кумарі.                                                 |
| 74.   | Курган № І                       | розташований за 2 км на південь від села Лукашівка.                                                      |
| 75.   | Курган № 2                       | розташований за 1,5 км на схід від села Лукашівка.                                                       |
| 76.   | Курган № 3                       | розташований за 1,5 км на північний схід від села Лукашівка.                                             |
| 77.   | Курган № 4. розташований за 1    | розташований за 1,5 км на південний схід від села Лукашівка.                                             |
| 78.   | Курган № 5                       | розташований за 3 км на схід від села Лукашівка.                                                         |
| 79.   | Курган № 6                       | розташований за 1,3 км на південний схід від села Лукашівка.                                             |
| 80.   | Курганна група № 1 з 7 курганів  | розташована за 1,2 км на схід від села Лукашівка.                                                        |
| 81.   | Курганна група № 2 з 2 курганів  | розташована за 2,5 км на південний захід від села Лукашівка.                                             |
| 82.   | Курганна група № 3 з 2 курганів  | розташована за 0,3 км на південний захід від села Лукашівка.                                             |
| 83.   | Курганна група № 4 з 2 курганів  | розташована за 3,5 км на південь від села Лукашівка.                                                     |
| 84.   | Курганна група з 3 курганів      | розташована за 3 км на захід від села Іванівка.                                                          |
| 85.   | Курган                           | розташований за 2 км на південний захід від села Лиса Гора.                                              |
| 86.   | Курганна група № 1 з 2 курганів  | розташована на межі Арбузинського та Первомайського районів у 0,3 км на північ від дороги на село Мигія. |
| 87.   | Курганна група № 2 з 11 курганів | розташована за 5,5 км на південний схід від села Мигія.                                                  |
| 88.   | Курганна група № 2 з 2 курганів  | розташована на межі Арбузинського та Первомайського районів біля дороги на село Мигія.                   |
| 89.   | Курган                           | розташований за 2 км на південний схід від села Мигія.                                                   |
| 90.   | Курганна група з 4 курганів      | розташована за 3 км на захід від села Нова Олександрівка.                                                |
| 91.   | Курганна група № 1 з 3 курганів  | розташована за 4 км на північ від м. Первомайськ.                                                        |
| 92.   | Курганна група № 2 з 5 курганів  | розташована за 0,5 км на схід від м. Первомайськ.                                                        |
| 93.   | Курганна група № 3 з 3 курганів  | розташована за 3 км на північ від м. Первомайськ.                                                        |
| 94.   | Курган № 1                       | розташований за 5 км на північний схід від м. Первомайськ.                                               |
| 95.   | Курган № 2                       | розташований на північно-західній околиці м. Первомайськ.                                                |
| 96.   | Курган № 3                       | розташований на південно-східній околиці м. Первомайськ.                                                 |
| 97.   | Курганна група № 4 з 2 курганів  | розташована за 2 км на південний схід від м. Первомайськ.                                                |
| 98.   | Курган № 1                       | розташований за 1 км на північ від села Петрівка.                                                        |
| 99.   | Курганна група з 7 курганів      | розташована за 0,4 км на південний захід від станції Підгородна.                                         |
| 100.  | Курган № 1                       | розташований за 2,5 км на північ від села Підгір'я.                                                      |
| 101.  | Курганна група з 2 курганів      | розташована за 1,5 км на північний захід від села Підгір'я.                                              |
| 102.  | Курган № 1                       | розташований за 2 км на південний захід від села Романова Балка.                                         |
| 103.  | Курганна група з 7 курганів      | розташована між селами Романова Балка та Львів.                                                          |
| 104.  | Курган № 1                       | розташований за 8 км на південний схід від села Синюхин Брід.                                            |
| 105.  | Курган № 2                       | розташований за 5 км на схід від села Синюхин Брід.                                                      |
| 106.  | Курганна група № 1 з 2 курганів  | розташована за 0,7 км на північ від села Синюхин Брід.                                                   |
| 107.  | Курганна група № 2 з 4 курганів  | розташована за 2 км на схід від села Синюхин Брід.                                                       |
| 108.  | Курганна група № 3 з 11 курганів | розташована за 2 км на північ від села Синюхин Брід.                                                     |
| 109.  | Курганна група № 4 з 4 курганів  | розташована за 12 км на південний схід від села Синюхин Брід.                                            |
| 110.  | Курганна група № 5 з 4 курганів  | розташована за 1,5 км на схід від села Синюхин Брід.                                                     |
| 111.  | Курган                           | розташований за 1,5 км на північний схід від села Соколівка.                                             |
| 112.  | Курган № 1                       | розташований за 2 км на південний схід від села Софіївка.                                                |
| 113.  | Курган № 2                       | розташований за 1 км на південь від села Софіївка.                                                       |
| 114.  | Курган № 3                       | розташований за 1,5 км на північний захід від села Софіївка.                                             |
| 115.  | Курганна група з 2 курганів      | розташована за 1,5 км на північний захід від села Софіївка.                                              |
| 116.  | Курганна група з 4 курганів      | розташована на південно-східній околиці села Станіславчик.                                               |
| 117.  | Курган № 1                       | розташований за 3 км на північ від села Станіславчик.                                                    |
| 118.  | Курган № 2                       | розташований на південно-східній околиці села Станіславчик.                                              |
| 119.  | Курган № 3                       | розташований за 1 км на захід від села Станіславчик.                                                     |
| 120.  | Курган                           | розташований за 0.6 км на північний схід від села Степківка.                                             |
| 121.  | Курган № 1                       | розташований за 4 км на південний схід від села Тарасівка.                                               |
| 122.  | Курган № 2                       | розташований за 3 км на південний схід від села Тарасівка.                                               |
| 123.  | Курганна група з 2 курганів      | розташована за 2,5 км на південний схід від села Тарасівка.                                              |
| 124.  | Курган № 1                       | розташований за 5 км на північний схід від села Чаусове.                                                 |
| 125.  | Курган № 2                       | розташований за 3 км на схід від села Чаусове.                                                           |
| 126.  | Курган № 3                       | розташований за 3 км на північний схід від села Чаусове.                                                 |
| 127.  | Курган № 4                       | розташований на південно-східній околиці села Чаусове.                                                   |
| 128.  | Курганна група з 3 курганів      | розташована за 4 км на північний схід від села Чаусове.                                                  |
| 129.  | Курган                           | розташований за 5 км на захід від села Чаусове Друге.                                                    |
| 130.  | Курган                           | розташований за 1 км на південь від села Шевченко.                                                       |